# Domus Augustana
A római Palatinuson a Flavius-palotától délkeleti irányban, annak szinte részeként emelkedik Augustus palotája, a Domus Augustana. 
Közepén egy kis templom, s a mellett a palatinusi ásatásokat felügyelő hivatal részlege és múzeuma (Antiquarium) foglal helyet, egy a templomhoz tartozó egykori  kolostorépületben. 
Az aranykor császárainak magánlakrészeként működött hajdan e palota, melynek felső szintjéből fennmaradtak a falak s láthatók a két udvarának nyomai is. Alsó szintje zárva van a látogatók előtt, udvara megsüllyedt, ám kivehető központi medencéje. A romok részét képezi még a két szintet összekötő lépcsősor, illetve néhány márványpadlós szoba.